# Franklin (Alabama)
Pour les articles homonymes, voir Franklin.
La ville américaine de Franklin est située dans le comté de Macon, dans l’État de l’Alabama. Lors du recensement de 2010, sa population s’élevait à 145 habitants.

## Démographie
| 1970 | 1980 | 1990 | 2000 | 2010 | - | - | - |
| ---- | ---- | ---- | ---- | ---- | - | - | - |
| 173  | 133  | 152  | 149  | 149  | - | - | - |

## Source
- (en) Cet article est partiellement ou en totalité issu de l’article de Wikipédia en anglais intitulé « Franklin, Alabama » (voir la liste des auteurs).